# Medicina medievale

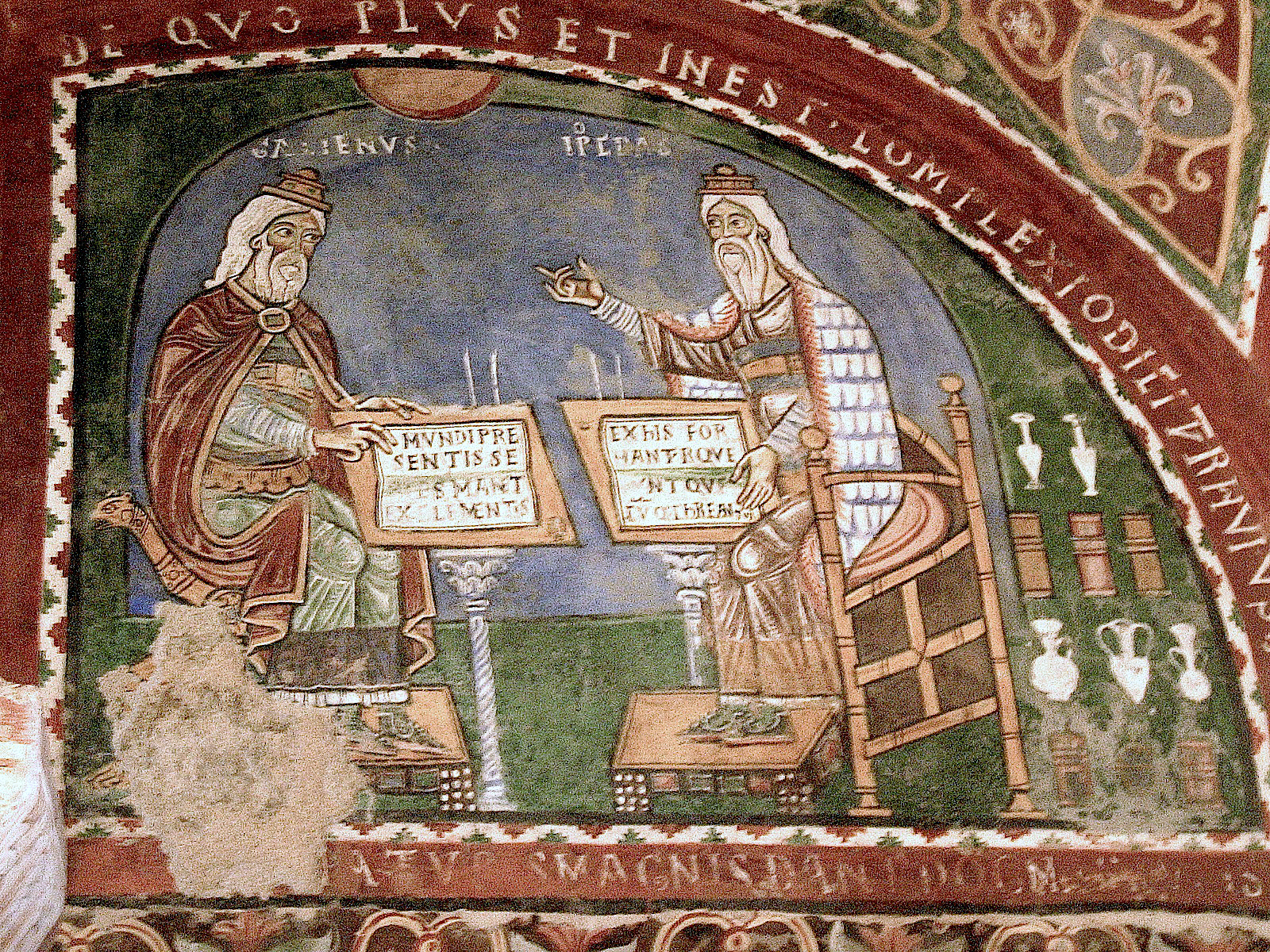
Ippocrate (a destra) e Galeno in un affresco della Cripta della Cattedrale di Anagni (Lazio), a circa a sud-est di Roma. (Secolo XIII)

La medicina medievale in Europa Occidentale fu una mistura di:
- idee preesistenti fin dall'antichità (Ippocrate e Galeno);
- un generale concetto filosofico per cui anima (immateriale) e corpo (mortale, creato e materiale) siano indissolubili[1];
- una globale rinuncia al godimento nella vita sociale e del corpo in genere[1];
- influenze religiose.

All'epoca non esisteva ancora alcuna tradizione scientifica e le osservazioni erano spirituali.
Nell'Alto Medioevo, a seguito della caduta dell'Impero romano, la conoscenza medica standard era basata principalmente sui testi sopravvissuti greci e romani, preservati in monasteri.
Le idee circa le origini di cure e malattie non erano comunque puramente secolari, ma basate su una visione della vita in cui il destino, il peccato e le influenze astrali giocavano un grande ruolo. L'efficacia di una cura era più correlata alle credenze del paziente e del medico, piuttosto che ad un'evidenza empirica, cosicché i remedia physicalia ("rimedi fisici") erano spesso subordinati ad interventi spirituali.

## Influenze

### Cristianesimo
Non è possibile capire il periodo medioevale, per lo meno nell'Europa occidentale, se si prescinde dalla formidabile pressione che esercitò la Chiesa sulla vita di tutti gli uomini. All'inizio del IV secolo, la cristianità era la religione per lo più urbana. Occorsero parecchi secoli prima che si diffondesse anche alle popolazioni contadine, che mantennero comunque anche parte delle tradizioni pagane ancestrali. Per altro, le invasioni barbariche portarono nuove, e diverse tra loro, tradizioni pagane.
Fin dai primi tempi dell'Alto Medioevo, fu chiara una forte commistione tra malattia e peccato: papa Gregorio I dichiarò che la peste del 590 era una punizione divina. Ciò ha inevitabilmente portato ad una certa tensione con i modelli terapeutici pagani e magici, che furono ritenuti non leciti. Secondo le concezioni della Chiesa, si pensava che Dio, talvolta, inviasse malattie come punizione e che, in questi casi, il pentimento potesse portare alla guarigione. "Christus medicus": Cristo era il vero medico e la terapia era la redenzione. Comunque, molti ordini monastici, in particolare i benedettini, considerarono la cura dei malati come il loro principale lavoro di carità.
In tutto il Medioevo non esisteva alcun singolo, organizzato filone di medicina. In realtà, in ogni famiglia si trovava qualcuno che si occupava dei problemi sanitari più semplici e ogni comunità comunque avevano persone che si interessavano di problemi più complessi, per cui esistevano levatrici, cavadenti, esperti nell'uso delle erbe, conciaossa ecc. Dentro le città potevano essere trovati empirici che trattassero ferite, alcuni tipi di chirurgia (ernie, rimozione di calcoli renali, incisioni di ascessi.). Chi era colpito da malattie o traumi, poteva rivolgersi alla medicina delle campagne, a sacerdoti, ad astrologi, a streghe, a mistici o ad un medico stabilito (propriamente detto), se fosse stato disponibile. I confini tra ogni "figura professionale" erano labili e indistinti. I classici testi medici, come quelli di Galeno, erano ancora largamente usati, sulla base dell'autorità, piuttosto che su quello della conferma sperimentale.
Come il cristianesimo crebbe in influenza, si sviluppò una tensione tra la Chiesa e la medicina delle campagne, in quanto in quest'ultima molto era magico o mistico e possedeva basi parzialmente incompatibili con la fede cristiana. Allo stesso modo, la dipendenza dal potere delle erbe o gemme bisognava di essere spiegato attraverso il cristianesimo. Sempre nell'Alto Medioevo, il cristianesimo si diffonde nella lingua latina, sconosciuta ormai a tutti i non eruditi o chierici, per cui gli unici in grado di conoscere Ippocrate o Galeno furono ovviamente gli uomini di chiesa. La medicina si integrò con altre discipline a formare un tutt'uno. I nomi più famosi saranno Severino Boezio, Cassiodoro, Isidoro di Siviglia, Beda il Venerabile, Rabano Mauro, Oddone di Meung, Fulberto di Chartres e altri monaci di Saint-Gall, di Einsiedeln, di Canterbury, di Marmoutier. Ma, di fatto, all'inizio del Medioevo, la Chiesa diverrà depositaria del sapere medico fino a pochi secoli or sono.

### Superstizione e medicina popolare
Nel Medioevo il soprannaturale è accettato senza riserve. La superstizione venne considerata un retaggio del paganesimo e ampiamente osteggiata dalla Chiesa cattolica. Come già ricordato durante tutto il Medioevo vengono utilizzati rimedi tipici della medicina popolare. Ovviamente tutti gli incantesimi devono essere trasposti con formule cristiane.

### La medicina conventuale
Con il concetto di carità nacquero gli ospedali, in un primo tempo intesi come luoghi di accoglienza per deboli (poveri, pellegrini, ammalati, vecchi, neonati o infanzia abbandonata), poi successivamente come strutture dedicate alle cure delle malattie.
La medicina clericale, chiamata spesso medicina monastica, era considerata come parte del dovere religioso, con pagamenti effettuati alla chiesa piuttosto che al religioso direttamente. La Regola di San Benedetto stabiliva che "prima di tutto deve essere posta attenzione ai malati, che devono essere serviti in verità, come Cristo lo è".
La medicina conventuale ebbe la caratteristica di dare asilo a studiosi e curare gli ammalati. Nel 529 venne fondato da San Benedetto da Norcia il Monastero di Montecassino. In contemporanea fiorì una medicina laica. Praticamente tutti i monasteri possedevano un'infermeria, per i monaci e le monache e questo portò a prevedere qualcosa da fare per la cura dei pazienti secolari. Quasi la metà degli ospedali nell'Europa medioevale era direttamente affiliata con un monastero od altre istituzioni religiose.
Molte di ciò che rimaneva, imitavano le comunità religiose, formulavano precise regole di condotta, richiedevano un unico tipo di vestito, ed integravano i servizi e di culto nella loro routine quotidiana. Nel campo terapeutico venne data molto importanza all'utilizzo dei semplici, ovvero alla coltivazione e alla preparazione delle piante medicinali. Moltissimi conventi si dotarono di un orto di piante medicinali e di un'infermeria. Per certi versi nell'Alto Medioevo il convento divenne un luogo di sintesi tra una medicina più dotta, erede di Ippocrate e Galeno, e una medicina più povera (i semplici), applicata al nuovo contesto della cura del corpo e dell'anima.

### Medicina islamica
Nel mondo islamico si sviluppano alcune scuole, i cui principali esponenti sono:
- al-Harith ibn Kalada
- Hunayn ibn Ishaq o Johannitius
- Muhammad ibn Zakariyya al-Razi o Rhazes
- Ali ibn Abbas al-Majusi
- Ali al-Husayn ibn Sina o Avicenna
- Abu Qasim al-Zahrawi o Abulcasis
- Abu Marwan 'Abd al-Malik ibn 'Abd al-Ala ibn Zuhr o Avenzoar
- Abu Walid Muhammad ibn Rusd od Averroè Rabbi Moshe ben Maimon o Maimonide

La medicina medioevale avanzò molto durante il rinascimento del XII secolo, quando furono tradotti molti testi medici arabi sull'antica medicina greca e la medicina islamica. Il testo più influente fu il Canone della medicina di Avicenna, un'enciclopedia medica scritta all'incirca nel 1030, che sintetizza la medicina greca, l'Ayurveda e la medicina islamica: il canone divenne un testo basilare nell'istruzione medica in Europa, fino al periodo moderno. Altri influenti testi tradotti del tempo includono: il Corpus Hippocraticum attribuito a Ippocrate, il De Gradibus di Alkindus, il Liber pantegni di Haly Abbas, ed altre opere di Isaac Israeli ben Solomon, Galeno e il Al-Tasrif di Abulcasis.
La rinascita del XII secolo è un movimento culturale che interessa tutto il secolo. In questo periodo vennero effettuate molte traduzioni di testi arabi, i quali a loro volta avevano tradotto in arabo i testi classici ippocratici e galenici. Fu anche tradotto il Canone di medicina (al-Qanun fi tibb) di Avicenna, una sorta di summa delle conoscenze mediche greche, indiane e islamiche. Il canone divenne un testo di grande autorità. Venne data (come già detto) maggior importanza al corpo e alle sue manifestazioni, alle manifestazioni del dolore ed alla cura del corpo. Da qui il diffondersi della via crucis.

## Aspetti generali della medicina altomedievale

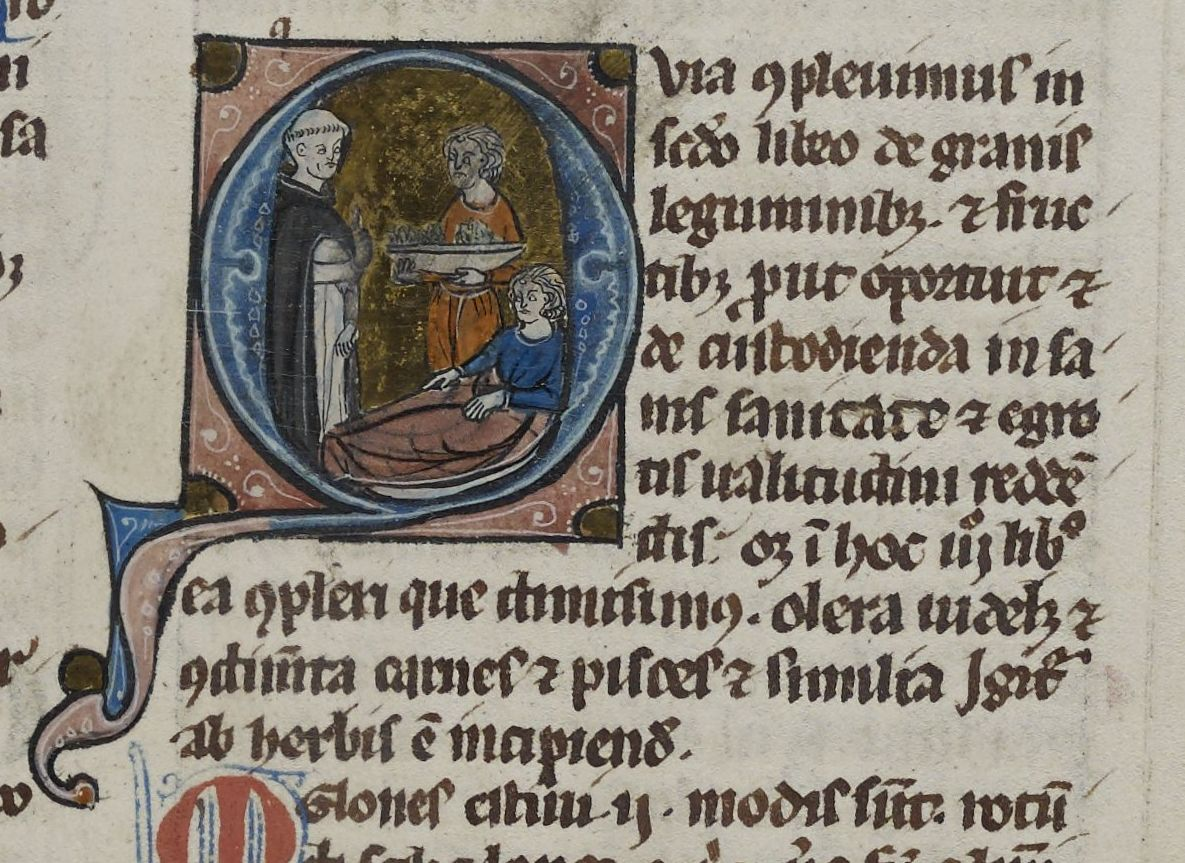
Il frate domenicano assite il malato. [http://dla.library.upenn.edu/dla/medren/pageturn.html?q=ljs+24&id=MEDREN_5266652&rotation=0¤tpage=137 Rare Book & Manuscript Library University of Pennsylvania LJS 24

Nell'Alto Medioevo si assiste ad una sorta di semplificazione e modifica del bagaglio culturale medico dell'antichità: mentre la tradizione teorica medica greco-romana e alessandrina rimase come patrimonio della cultura bizantina, nell'Occidente cristiano questa venne modificata (come sotto descritto), residuandone solo una piccola parte conservata nelle biblioteche dei monasteri o ancora insegnata, seppure in pochi centri, in Francia o nelle aree di tradizione bizantina, come Ravenna. Il lato teoretico della medicina fu quindi isolato e ridotto al minimo indispensabile, dando invece preferenza alla terapia.
I testi medici che circolavano tra V e X secolo nei grandi monasteri e nelle rare scuole erano infatti compilazioni di materiali tra i più disparati, per lo più finalizzate all'insegnamento: brevi opere teorico-pratiche, raccolte di farmacopee o, spesso, manuali pratici dove le varie malattie venivano descritte in maniera sommaria con l'indicazione della relativa terapia. Tra questo materiale si trovavano alcuni testi ippocratici, qualche più raro testo galenico, rimaneggiamenti di opere di Mustio, Aureliano Celio, Sereno Psammonico e di autori più tardi come Paolo di Egina o Oribasio.
La medicina altomedievale fu essenzialmente una medicina pratica, basata sull'insegnamento diretto e sull'uso di terapie consacrate dalla tradizione. Dal punto di vista pratico, la medicina dell'Alto Medioevo differì poco quindi da quella dell'antichità, rimanendo un patrimonio di laici di diversa estrazione, probabilmente piuttosto bassa. Pare che nell'Alto Medioevo non esistessero veri e propri centri di insegnamento e l'acquisizione di questa arte avveniva direttamente tra maestro e discepolo o tra padre e figlio. Quindi, in parole povere, non esisteva una vera e propria autorizzazione all'arte medica da parte delle autorità.
Un discorso a parte dovrebbe essere fatto per i medici ebrei, di cui troviamo numerose testimonianze nelle fonti altomedievali: per loro, ovviamente, non valevano i preconcetti cristiani sulla medicina, per cui avevano continuato ad esercitare basandosi sulla tradizione medica antica. La cura fisica, per il cristiano, era subordinata a quella spirituale, l'assistenza ai malati veniva considerata come un vero atto di carità cristiana, espressione del suo amore verso Dio. Detto questo non esisteva però alcun filone organico di medicina medioevale.

## Teorie della medicina

### Teoria degli umori

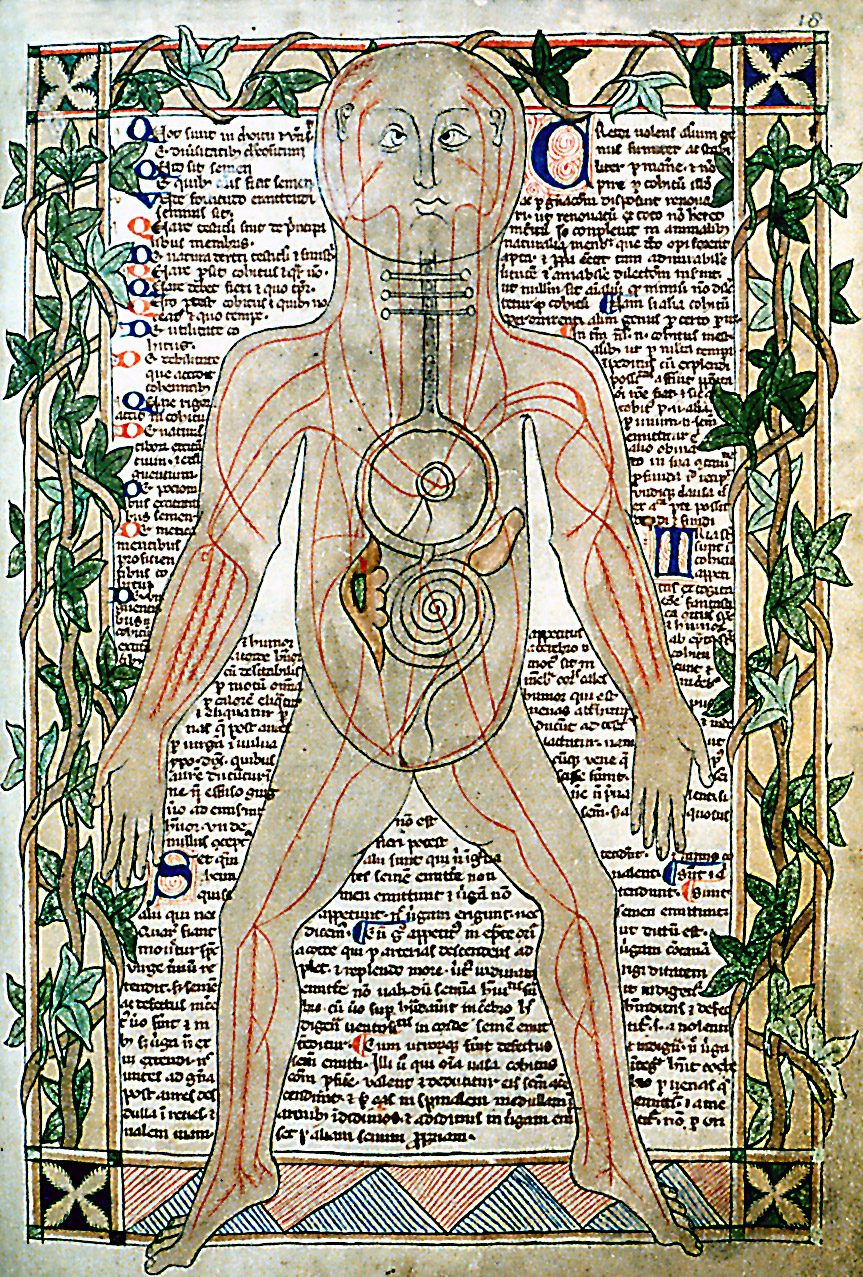
Illustrazione del XIII secolo che mostra le vene.

Alla base della medicina medioevale v'era la teoria dei quattro umori. Questa derivava dalle opere di antichi medici e dominò tutta la medicina occidentale fino al XIX secolo. La teoria sosteneva che in ogni uomo si trovassero quattro "umori", o fluidi principali: bile nera, bile gialla, flegma e sangue, prodotti da vari organi del corpo.
Secondo tale dottrina una persona, per essere in buona salute, doveva avere un perfetto equilibrio di questi elementi: per esempio troppo flegma nel corpo causava problemi ai polmoni, il corpo tossiva e cercava di buttar fuori il flegma per ristabilire l'equilibrio. L'equilibrio degli umori negli esseri umani poteva essere raggiunto con la dieta, le medicine e il salasso, con le sanguisughe. I quattro umori sono stati anche associati alle quattro stagioni: bile nera - autunno, bile gialla - estate, catarro - inverno, sangue - primavera.
| UMORE       | TEMPRA      | ORGANO      | NATURA          | ELEMENTO |
| Bile nera   | Malinconico | Milza       | Fredda-Asciutta | Terra    |
| Flegma      | Flemmatico  | Polmoni     | Fredda-Umida    | Acqua    |
| Sangue      | Sanguigno   | Testa       | Calda-Umida     | Aria     |
| Bile gialla | Collerico   | Cistifellea | Calda-Asciutta  | Fuoco    |

Si sono anche associati i segni zodiacali a certi umori. Ancora adesso alcuni usano le parole "collerico", "sanguigno", "flemmatico" e "malinconico" per descrivere personalità. L'uso delle erbe si incastrava perfettamente in questo sistema, per cui il successo dei rimedi con le erbe era ascritto alla loro azione sugli umori del corpo. 
L'erboristeria attinse anche alla signatura rerum, letteralmente "firma delle cose" (normalmente nelle pubblicazioni italiane lasciato della dizione inglese doctrine of signature) cristiano-medievale, che affermava che Dio avesse fornito una qualche forma di riduzione per ogni male, e che queste cose fossero esse di origine animale, vegetale o minerale, riportavano un marchio o una firma su di loro che dessero un'indicazione della loro utilità.
Ad esempio, i semi della scutellaria (usati come rimedio contro il mal di testa) potevano apparire come teschi in miniatura, e le foglie bianche a macchie di polmonaria (utilizzate per la tubercolosi) assomigliavano ai polmoni di un paziente malato. Si riteneva esistere un gran numero di tali somiglianze. La maggior parte dei monasteri coltivavano orti per produrre cure a base di erbe, e queste sono rimaste una parte della medicina popolare, oltre ad essere utilizzate da alcuni medici professionisti. Sono stati anche prodotti libri di rimedi a base di erbe, uno dei più famosi è il gallese Red Book of Hergest, databile attorno al 1400.

### Interpretazione cristiana
La medicina antica (fondamentalmente con Ippocrate) si era staccata dalla originaria medicina di Asclepio, negando il peso dell'anima nella causa della malattia. Il Medioevo, almeno da questo punto di vista, unifica nuovamente corpo e anima Per l'uomo medioevale occidentale, così come islamico, non era possibile scinderli, per cui la malattia era una perturbazione di questa unità corpo-anima.
Salute e malattie non sono categorie separate, ma estremi: il compito della medicina è quello di "[...] interpretare e coltivare l'ambito della neutralitas, il terreno fra sano e malato, fra fisiologia e patologia. In quest'ottica in cui la salute è fondamentalmente un equilibrio, ha grande importanza la medicina preventiva. L'esser malati è un modus deficiens, un dis-ordine, la salute è un atteggiamento e un'aspettativa, un habitus. La salute è un sentiero che si forma nel momento in cui lo si percorre.
Il concetto di dolore è particolarmente differente nel corso del Medioevo: in tal periodo i riferimenti bibliografici sono rarissimi e in quei pochi il dolore non ebbe quasi alcuna importanza, quasi nessuna partecipazione emotiva; ovviamente veniva percepito, ma era disprezzato, non confessato. Il dolore era vissuto solo come un castigo divino. Il dolore, come il lavoro, è fondamentalmente punizione: esso assumeva valore positivo solo come uno strumento di correzione e redenzione, e da qui venne in aiuto la concezione del Purgatorio. Dal XII secolo le cose cambiano un poco, si sviluppa la pietà per i malati e la fondazione di ospedali: qui ha inizio il tentativo non solo di preparare alla morte ma anche di combattere il dolore, che non è più solo un redentore. Dal 1200 circa però si inserisce una neonata attenzione per il corpo ed il dolore: ciò è evidente nella nascita della via crucis, nella immagine della Pietà.
Nell'Alto Medioevo il corpo è ampiamente disprezzato, condannato. La salvezza-guarigione passa attraverso la penitenza. Già durante tutto il Medioevo e più spiccatamente dal XII secolo, la teologia va avanti, aggravando la condizione del corpo ma, paradossalmente, offrendogli anche una glorificazione: San Francesco ha domato il corpo ma, ha anche venerato "frate corpo". Per San Tommaso il piacere fisico è un bene del corpo che deve essere controllato dalla mente, a vantaggio dei maggiori piaceri dello spirito: quindi le due grandi tensioni del periodo sono la quaresima ed il carnevale. Dal XII secolo viene enfatizzata l'incarnazione di Cristo, il culto delle reliquie (con i furti ed il commercio delle stesse), la resurrezione dei morti, nonostante il riconosciuto disfacimento post-mortem. Di conseguenza nel Basso Medioevo si comincia a non curare più solo l'anima, bensì anche il corpo. Fra i trattati medievali rivolti alla cura del corpo, fu soprattutto il cosiddetto Régime du corps di Aldobrandino da Siena a riscuotere un ampio successo e ad avere una larga eco, specie in Italia. Il trattato di Aldobrandino da Siena, scritto in francese verso la metà del XII secolo, si divide in quattro parti: igiene generale, salute dei singoli organi, dietetica e fisiognomica.

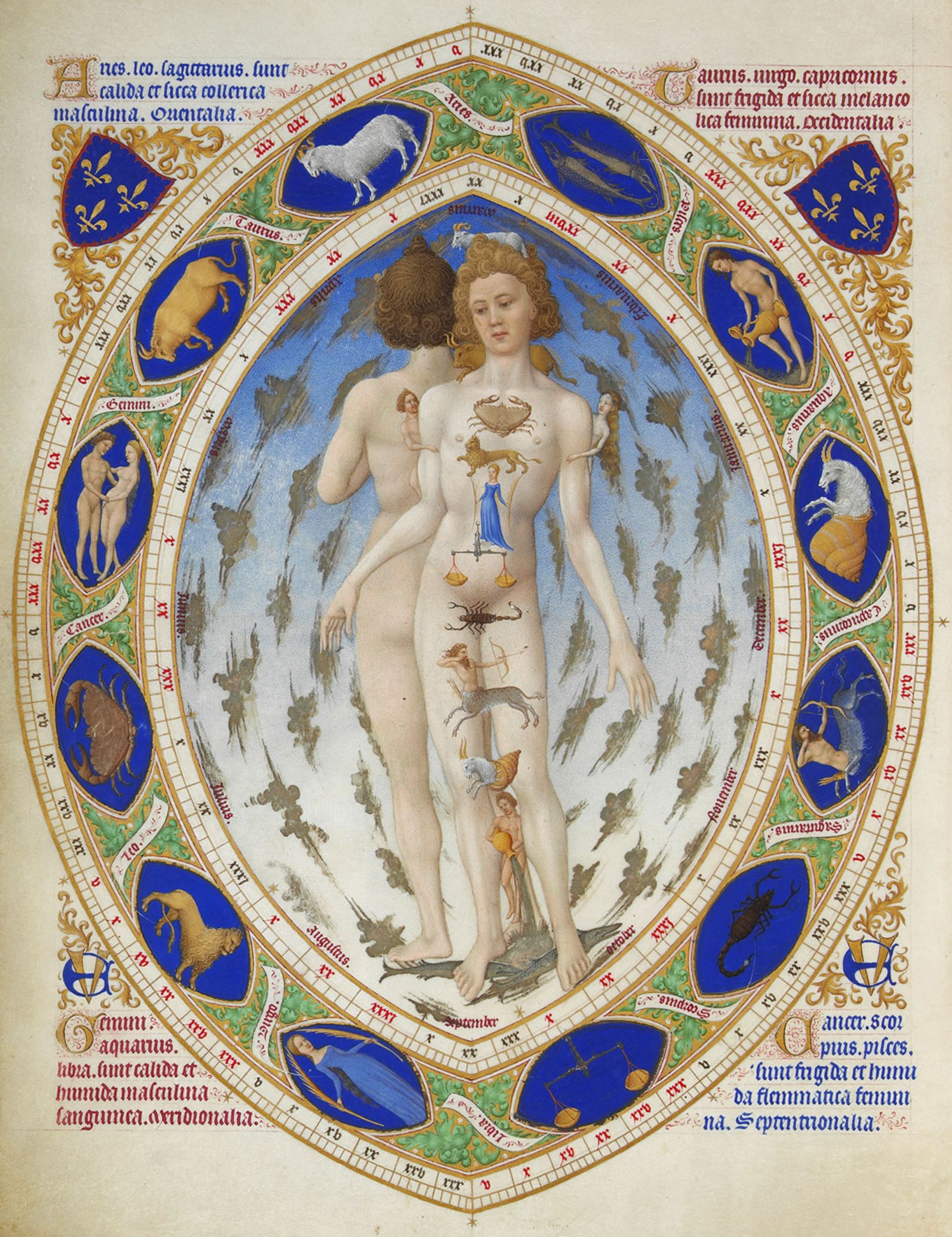
L'astrologia giocò un ruolo importante nella medicina medioevale, ai medici più istruiti si insegnava ad usare almeno le basi dell'astrologia nella pratica clinica.

Il Vangelo si rivolge agli ammalati e si parla di guarigione come di un intervento divino. Idee circa le origini di cure e malattie erano comunque basate su una visione della vita in cui il destino, il peccato, e le influenze astrali giocavano un grande ruolo. L'efficacia di una cura era correlata alle credenze del paziente e del medico, piuttosto a un'evidenza empirica. Cosicché i remedia physicalia (rimedi fisici) erano spesso subordinati a interventi spirituali. La chiesa riteneva che Dio a volte inviasse malattie come punizioni e che in questi casi, il pentimento potesse portare a una guarigione. Quindi nella mentalità del tempo la malattia poteva avere un effetto benefico sull'anima, di fortificazione. Dio era considerato il medico divino, che mandava malattie o guarigioni, in base alla sua volontà. Nonostante ciò, molti ordini monastici (Benedettini), considerarono la cura dei malati come la loro principale attività di carità.
Nell'Alto Medioevo il lavoro (riprendendo le categorie greco-romane) è considerata una vera e propria penitenza. A partire però dal secolo XI si compie una rivoluzione "copernicana", per cui il lavoro viene valorizzato. L'uomo che lavora è quasi un cooperatore del divino. Non a caso in questo periodo si inizia a curare il corpo.
La famosa frase Ecclesia abhorret a sanguine segna il divieto della chiesa cattolica a praticare la chirurgia e la sezione dei cadaveri. Questa massima viene talvolta attribuita al Concilio Lateranense del 1215, altre volte al Concilio di Tours del 1163. L'argomento è controverso (per cui si rimanda alla trattazione presente dell'articolo di cui sopra). La suddetta frase, che pare invero mai nominata durante il Medioevo, si trova citata per la prima volta in François Quesnay, storico della Facoltà di Chirurgia di Parigi, che nel 1774, traendolo dalle Recherches de la France di Étienne Pasquier ("et comme l'eglise n'abhorre rien tant que le sang") la tradusse in latino. Una storiografia più moderna considera un falso la suddetta frase. In effetti Gregorio IX proibì la chirurgia solo agli ordini maggiori. Gli ordini minori potevano continuare a praticarla.

Mondino dei Liuzzi, Anathomia, 1541

La chiesa non ha mai impedito le dissezioni. Era punita solo la sottrazione di cadavere.
Piuttosto forse il rispetto nei confronti del corpo ha impedito le dissezioni.
Comunque secondo Le Goff, solo a partire dal XIII secolo furono compiute delle dissezioni nelle principali università. Ma fondamentalmente si finiva per leggere il corpo piuttosto che vederlo. Ovvero si continuava a confermare Galeno
Secondo però Bynum le prime dissezioni furono effettuate da Mondino dei Liuzzi a Bologna nel 1315, a Lerida in Spagna nel 1391 ed a Vienna nel 1414. Comunque fino al XVI secolo la dissezione non divenne uno standard.
Probabilmente la nuova attenzione all'autopsia nasce da:
- rinascita dell'attenzione su Galeno, grazie alla presenza di compendi ritradotti dagli arabi
- presenza di parecchi corpi, specialmente di crociati morti, che venivano sezionati e conservato il cuore o le ossa per esser bruciato nella propria patria.
- nei comuni italiani, germanici e francesi spesso si chiedeva ai chirurghi di investigare sulle cause di morte. Inoltre, la presenza di criminali condannati comunque rendeva meno problematica la resurrezione del corpo, trattandosi infatti di persone destinate agli inferi.[22]

## La medicina nelle Università nell'Europa medievale

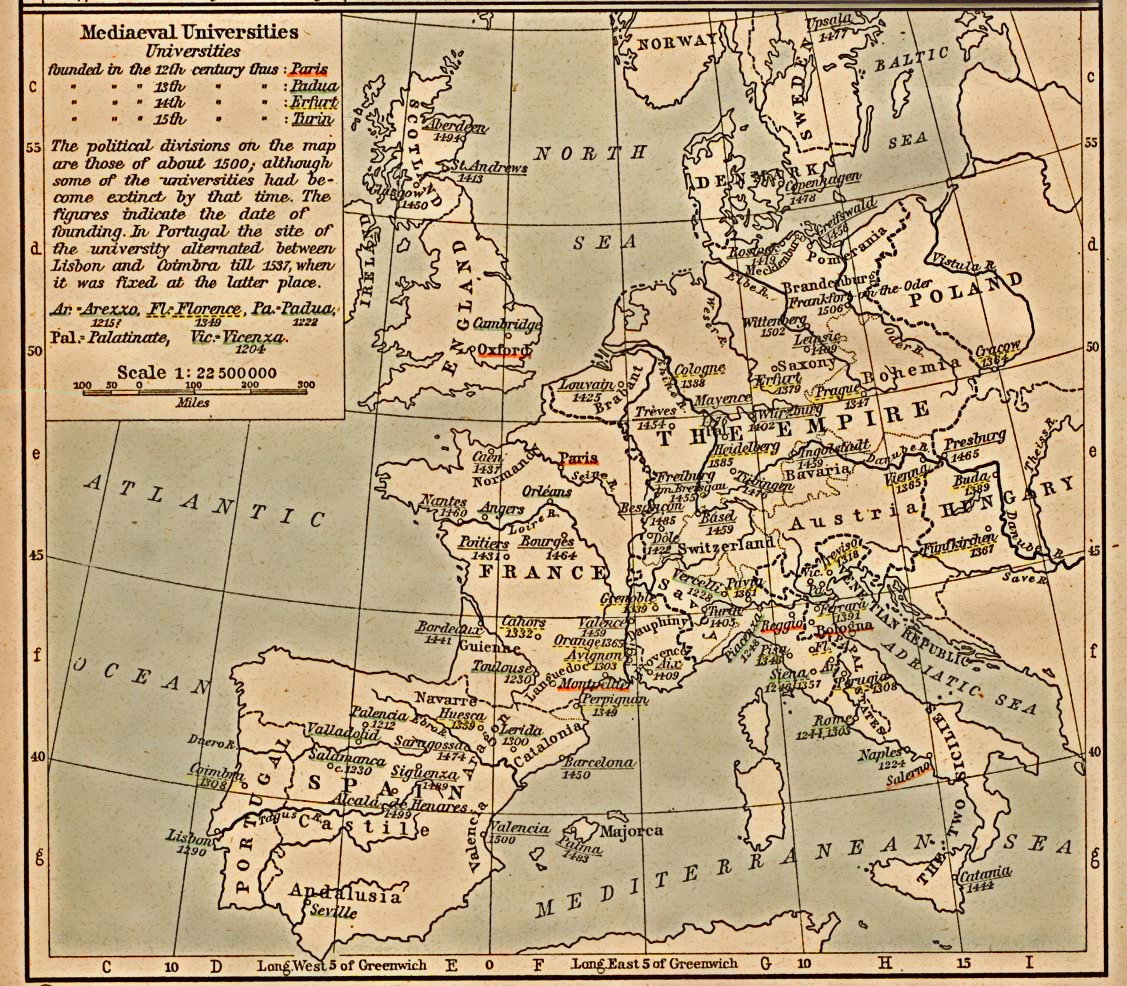
Mappa delle università medievali.

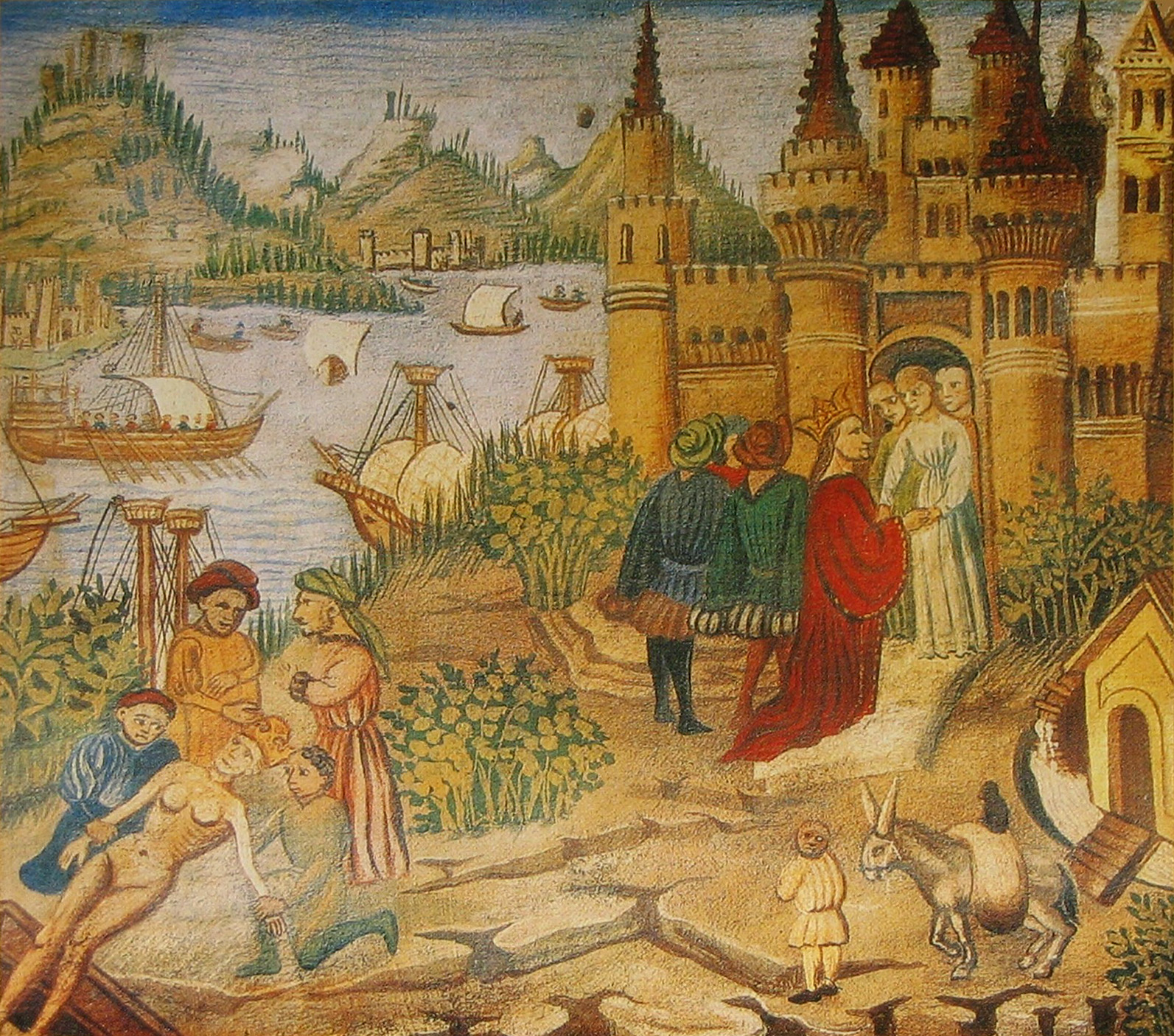
La scuola medica salernitana in una miniatura del Canone di Avicenna

La medicina laica si fonda su empirismo e tradizione e trova nella scuola medica salernitana la sua massima realizzazione; è la prima scuola laica dell'Occidente, ed ospita studenti e medici di ogni nazione, fra cui molti ebrei; segue all'inizio la scuola greca (Garioponto, Pietro Clerico e Trotula, una donna il cui primo libro ebbe grande risonanza perché per la prima volta si trattavano le malattie femminili) mentre nel secondo periodo subisce l'influsso della scuola araba: Costantino l'Africano traduce dall'arabo i testi di Galeno e Ippocrate, i più studiati della scuola. Alla fine del XII secolo la fama della scuola è immensa; è il primo esempio di scuola laica perfettamente ordinata a cui attendono uomini di ogni nazione e religione, comprese le donne, in un lavoro pratico e scientifico insieme. La scuola conserva i concetti ippocratici, l'esercizio della pratica medica, la chirurgia (il chirurgo più conosciuto è Ruggero Frugardo) e l'insegnamento clinico. Il celebre libro Flos Medicinae o Regimen Sanitatis Salernitanum contiene infatti gli insegnamenti essenziali e pratici della scuola ed ebbe 300 edizioni e fu tradotto in molte lingue. Altro libro molto famoso il De Aegritudinum Curatione tratta delle febbri e della cura di ogni malattia; la terapia è quasi esclusivamente a base di dieta e di salassi. La Scuola di Salerno alla fine del XIII secolo inizia a decadere.
Con la fine del XIII secolo nascono le prime Università: Montpellier, Bologna (Taddeo Alderotti, fiorentino citato anche da Dante, è l'esponente più famoso della scuola, nota per gli studi anatomici), Parigi (dove addirittura si faceva scuola per strada), Padova (che seguiva gli insegnamenti di Averroè, il cui esponente più famoso Pietro D'Abano fu "perseguitato" dal regime almohade). Nel mondo universitario Arnaldo da Villanova è forse il più famoso. Celebri sono il suo commento del Regimen Sanitatis Salernitanum (trattato a carattere didattico-didascalico in versi latini, redatto nell'ambito della Scuola Medica Salernitana nel XII-XIII secolo). Egli si dedicò molto anche all'alchimia. Nel Basso Medioevo si distinguono quindi due aspetti:
- la medicina scientifica in cui progredisce principalmente l'anatomia. Con Raimondo de Liuzzi, detto Mondino, si iniziano a praticare autopsie, non più il sanaporci su suini, bensì chirurgo su cadaveri umani. E tutto ciò avviene all'interno delle università;
- la medicina pratica che fa grandi progressi, nel suo passaggio ai laici e con l'organizzazione quindi della classe medica, delle norme igieniche negli ospedali e nei centri di studio, nonché nella legislazione.

## Figure terapeutiche
Una caratteristica del periodo è la varietà di guaritori. A differenza di altre professioni, non esisteva un'élite di controllo, molti pratici non esercitavano a tempo pieno ed avevano altri lavori oltre a quello medico o di guaritore. Coloro che offrivano salute appartenevano ad entrambi i sessi, a tutte le religioni, ad ogni livello sociale, passando dai servi della gleba ai ricchi accademici. Per molti pratici, infermieri, cavadenti, farmacisti, ostetriche ecc, il loro lavoro era un commercio. Bisognerà attendere il XVI secolo perché si inizi ad esercitare un controllo sulla pratica medica. Si suole categorizzare questi pratici medici in varie categorie, sottolineandone però la natura vaga e porosa dei confini.
Una principale separazione è tra personale clericale e quelli formati nelle università, rispetto ai praticoni-commercianti. I praticoni ordinari vendevano assistenza medica e pozioni. Lavoravano sia come membri di una corporazione, con una licenza da commercianti locali, o collegati a un casato o anche ad un monastero. Essi erano pagati per i loro servizi sia caso per caso che su base annuale. I pagamenti erano spesso derrate alimentari e vestiario piuttosto che soldi. Della medicina monastica è stato già detto sopra.
I Medici (physicus) che studiavano i maestri Greci all'università, erano la élite auto-proclamata, della professione medica. Essi effettuavano le loro diagnosi attraverso l'esame del loro sangue, urine, feci, e determinavano il loro complexio o bilancio degli umori. Potevano prescrivere medicine o salassi da varie parti del cuore per ristabilire l'equilibrio degli umori. I medici potevano così effettuare sorprendentemente operazioni complesse, come la trapanazione del cranio, per diminuire la pressione del cranio, o per rimuovere la cataratta.
I "medici di campagna" trasferivano la loro conoscenza da maestro a apprendista, ed erano più accessibili per il contadino o l'operaio che i medici. Senza regolamenti, ma ben informati sulle erbe ed i rimedi tradizionali, essi furono gradatamente esclusi dal sistema medico. I "Santi" erano spesso usati per guarire i malati. Sebbene la guarigione attraverso i santi non sarebbe considerata medicina attualmente, questo metodo allora era considerato valido come altri. Approssimativamente i 2/3 delle persone che si recavano dai santi per guarire erano contadini (come sostenuto da R.C Finucane).
I santi erano anche invocati quando altri rimedi non erano arrivati in tempo (ad esempio per morte accidentale). Essi erano raramente invocati per malattie croniche, come una malformazione alla nascita. In questo caso i santi erano utilizzati quando tutti gli altri rimedi avevano fallito. Una volta che la canonizzazione era stabilita, ciò non significava che la gente non si recasse dai santi non-canonici. In pratica nel Medioevo si trovano le seguenti figure:
- medico (physicus)
- Chirurgo o cerusico
- Vescovo, abate, frate infermiere
- I re taumaturghi
- Donne delle erbe e dei parti
- ciarlatani e saltimbanchi
- norcini, cava-denti, concia-osse
- Santi

praticamente ogni comunità possedeva un terapeuta.

## L'ospedale nel Medioevo
Nell'Alto Medioevo l'ospedale è soprattutto uno xenodochio (dal greco xenos = "ospite, straniero" e dokeion = "ospizio"). Nel Basso Medioevo è soprattutto un ospedale nel senso più moderno, ovvero esso svolge un'azione prevalentemente di riparo, ma sempre più indirizzata a malati, vecchi e bambini, quindi brefotrofi (dal greco brefos = "neonato" e trefo = "nutrire"), orfanotrofi (dal greco orfanos = "privo di") e gerontocomi (dal greco geron = "vecchio") Nell'Occidente latino medievale, fino ad almeno il 1280, non esistono casi di apprendistato o di insegnamento medico in ambito ospedaliero.
Quindi gli ospedali furono dotati molto lentamente di medici.
Tra il XII ed il XIII secolo la lebbra ebbe la sua massima espansione; si ebbe quindi una crescita numerica dei lebbrosari. Nel XIV secolo compare in Europa la peste con la sua carica di morti e contemporaneamente scompare quasi la lebbra (grazie verosimilmente ai miglioramenti nell'alimentazione. Ma il lebbrosario è una struttura per cronici, inguaribili, strutturata come una piccola città, nata per isolare, non per guarire. Il lazzaretto nasce per gli acuti, a pericolosità altissima, ma con la possibilità di recupero. Con il lazzaretto inizia la storia dell'ospedale moderno. Nel Basso Medioevo nasce l'ospedale. Fermo restando il paradosso per cui negli ospedali esercitano pochi medici e le università erano prive di malati. La visita medica si volgeva principalmente in casa del malato.

## Le pestilenze
Con la caduta dell'Impero romano, le guerre gotiche e le pestilenze, si assiste ad un tracollo della popolazione.
Le pestilenze medioevali furono principalmente:
- la peste bubbonica di Giustiniano del 543. Essa fu un'infezione da Yersinia pestis;
- la lebbra, endemia da Mycobacterium leprae;
- la peste colica intorno al VII secolo. Verosimilmente, la poliomielite.
- l'ergotismo del 590, dell'857, di Parigi nel 944. Dovuta ad intossicazione da segale cornuta e quindi non contagiosa, ma così vissuta dalla popolazione locale[31];
- la peste nera del 1348 (anche questa, come quella di Giustiniano, da Yersinia pestis), che uccise circa un terzo della popolazione dell'Europa.

L'unica malattia endemica dell'Alto Medioevo fu in realtà la lebbra: ovviamente, un ambiente poco popolato non favoriva le epidemie. Da questo problema nacque la necessità, secoli dopo (con l'aumentare dei casi) di creare dei lebbrosari. Nel Basso Medioevo questi lebbrosari saranno pure assistiti da parte di personale ad hoc. Ad esempio, l'Ordine Militare e Ospedaliero di San Lazzaro di Gerusalemme (i Cavalieri di San Lazzaro) si dedicava a questa assistenza.
Con la peste nera, nel giro di pochi anni circa un terzo della popolazione del mondo occidentale (allora conosciuto) morì. I normali rapporti tra vita e morte furono sconvolti, si accatastavano i morti, le sepolture spesso non venivano eseguite e, quando lo erano, venivano comunque svolte con modalità ben diverse dalla sepoltura tradizionale. a peste segnò il fallimento della medicina tradizionale.